# Tommy Graham (cầu thủ bóng đá, sinh 1905)
Thomas Graham (12 tháng 3 năm 1905 – 29 tháng 3 năm 1983) là một cầu thủ bóng đá người Anh, thi đấu ở vị trí trung vệ.

## Sự nghiệp
Sinh ra ở Hamsterley, Consett, Graham thi đấu chuyên nghiệp cho Nottingham Forest, và có 2 lần khoác áo cho đội tuyển Anh năm 1931.